# Andrea Palma (arquitecto)
Andrea Palma (Trapani, Italia, 1644 – Palermo, Italia, 1730) fue un arquitecto, pintor y religioso italiano, considerado como uno de los exponentes del Barroco en Sicilia y autor de la fachada de la Catedral de Siracusa.

## Obras
- Senado de Palermo, 1707.[1]
- Iglesia de Santa María de Montevergini
- Iglesia de San Joaquín
- Altar mayor de la Iglesia de Santa Catalina de Palermo.
- Capilla de Santa Catalina de Alejandría en la iglesia de Santa Catalina de Palermo.
- Decoración de la iglesia de San Sebastián y Santa María en Valverde, 1714.[2]
- Proyecto de la decoración de la Puerta del Vicario, 1716.
- Fachada de la Catedral de Siracusa, 1728.[3]